# Alexei Kondratjewitsch Sawrassow

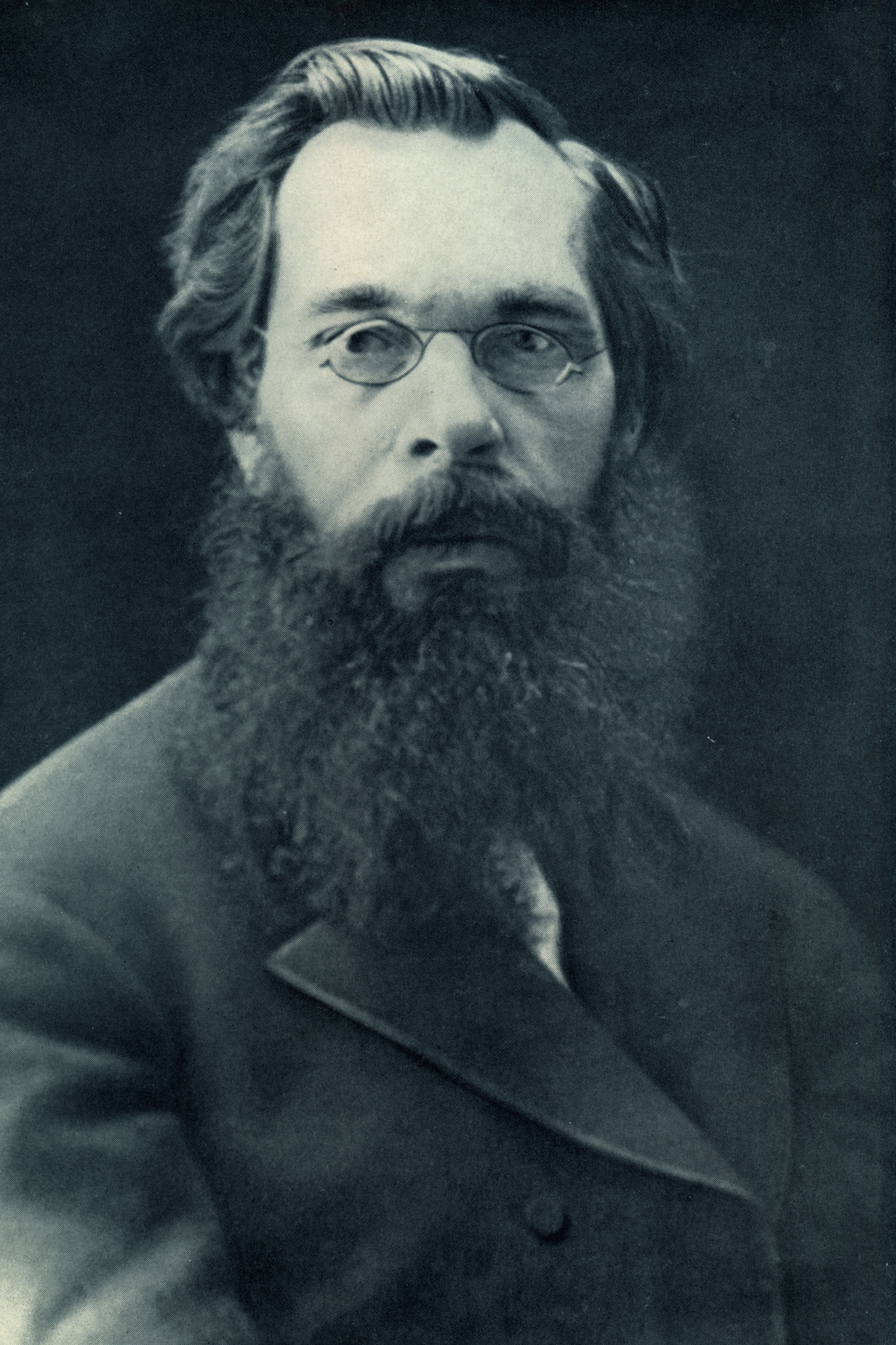
A. K. Sawrassow

Alexei Kondratjewitsch Sawrassow (russisch Алексей Кондратьевич Саврасов; * 12. Maijul. / 24. Mai 1830greg. in Moskau; † 26. Septemberjul. / 8. Oktober 1897greg. ebenda) war ein russischer Landschaftsmaler.

## Leben
Geboren als Sohn eines Kaufmannes begann er frühzeitig zu zeichnen und zu malen. Bereits 1844 wurde er als Schüler von Professor Rabus an der Moskauer Hochschule für Malerei, Bildhauerei und Architektur aufgenommen, die er 1850 als Absolvent verließ. Daraufhin begann er, seinem speziellen Interesse, der Landschaftsmalerei, nachzugehen.
1852 reiste er in die Ukraine. Zwei Jahre später begab er sich auf Einladung der Großfürstin Maria Nikolajewna, der Präsidentin der Russischen Kunstakademie, nach Sankt Petersburg. Im Jahr 1857 übernahm Sawrassow den Posten eines Lehrers an der Moskauer Schule für Malerei, Bildhauerein und Architektur. Seine bekanntesten Schüler dort waren Isaak Lewitan sowie Konstantin Alexejewitsch Korowin. Der avantgardistische Maler Alexei Morgunow war sein außerehelicher Sohn.
Nach seiner Heirat mit Sophia Carlovna Hertz, der Schwester des Kunsthistorikers K. Hertz, verkehrten in seinem Haus viele Künstler und Sammler, darunter Pawel Michailowitsch Tretjakow. Eine besonders enge Freundschaft verband ihn in dieser Zeit mit Wassili Grigorjewitsch Perow. In den 1860er Jahren reiste er nach England, um die Weltausstellung zu besuchen; danach reiste er in die Schweiz.
1870 wurde er Mitglied der Bewegung der Peredwischniki und brach damit mit der von der Regierung unterstützten Lehrmethodik. Daneben waren seine Werke auf Weltausstellungen zu sehen – in Wien 1873, Paris 1878 sowie auf der Allrussischen Ausstellung 1882 in Moskau.
In der Folgezeit hatte er persönliche und berufliche Rückschläge zu erleiden, so dass er zum Alkoholiker wurde. Alle Hilfsversuche seitens Verwandter und Freunde waren vergebens. Die letzten Jahre seines Lebens verbrachte er in Armut und als Obdachloser. Er verstarb 1897 in Moskau.

Der russische Maler Isaak Lewitan merkte an, dass mit Sawrassow die Lyrik in der Landschaftsmalerei und die grenzenlose Liebe zu seinem Heimatland kam und Sawrassows Grabstein ziert eine Inschrift mit seinem Text: 

„Sawrassow hat die russische Landschaft geschaffen, und dieses unbestrittene Verdienst wird in der russischen Kunst nie vergessen werden.“

## Werke (Auswahl)

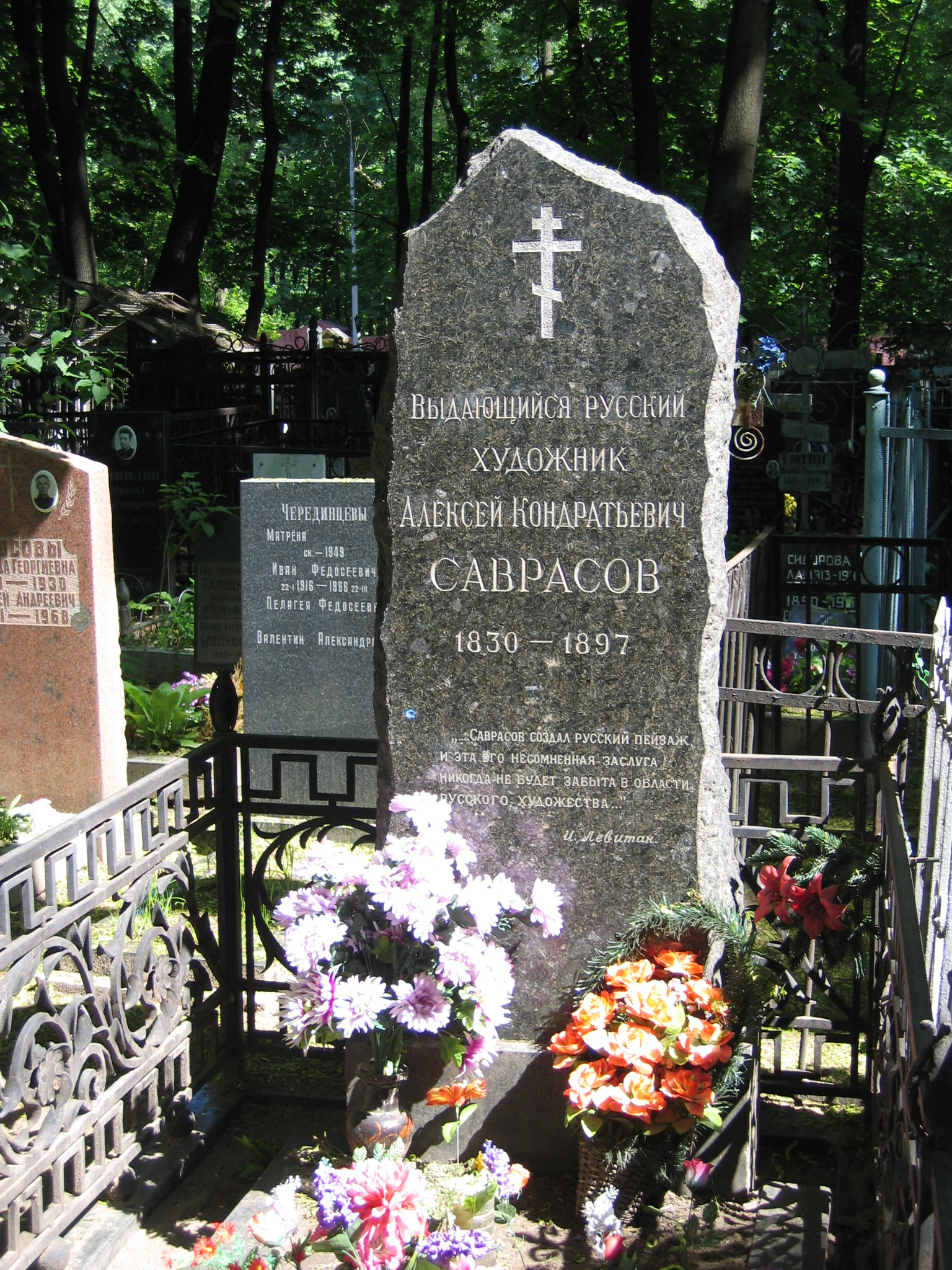
Sawrassows Grab

- Blick von der Krymski-Brücke auf den Kreml bei rauem Wetter (Вид на Кремль с Крымского моста в ненастную погоду) (1851)
- Blick auf die Umgebung von Oranienbaum (Вид в окрестности Ораниенбаума) (1854)
- Landschaft mit Fluss und Angler (Пейзаж с рекой и рыбаком) (1859)
- Ländlicher Blick (Сельский вид) (1867)
- Winternacht (Зимняя ночь) (1869)
- Winter (Зима) (1870)
- Höhlenabtei bei Nischni Nowgorod (Пещерский монастырь у Нижнего Новгорода) (1871)
- Regenbogen (Радуга) (1873)
- Abteitor (Монастырские ворота) (1875)
- Vorfrühling – Tauwetter (Ранняя весна.Оттепель) (1880)
- Frühling – Küchengärten (Весна.Огороды) (1893)
- Schlammwetter (Rasputiza, Распутица) (1894)

## Einige Arbeiten

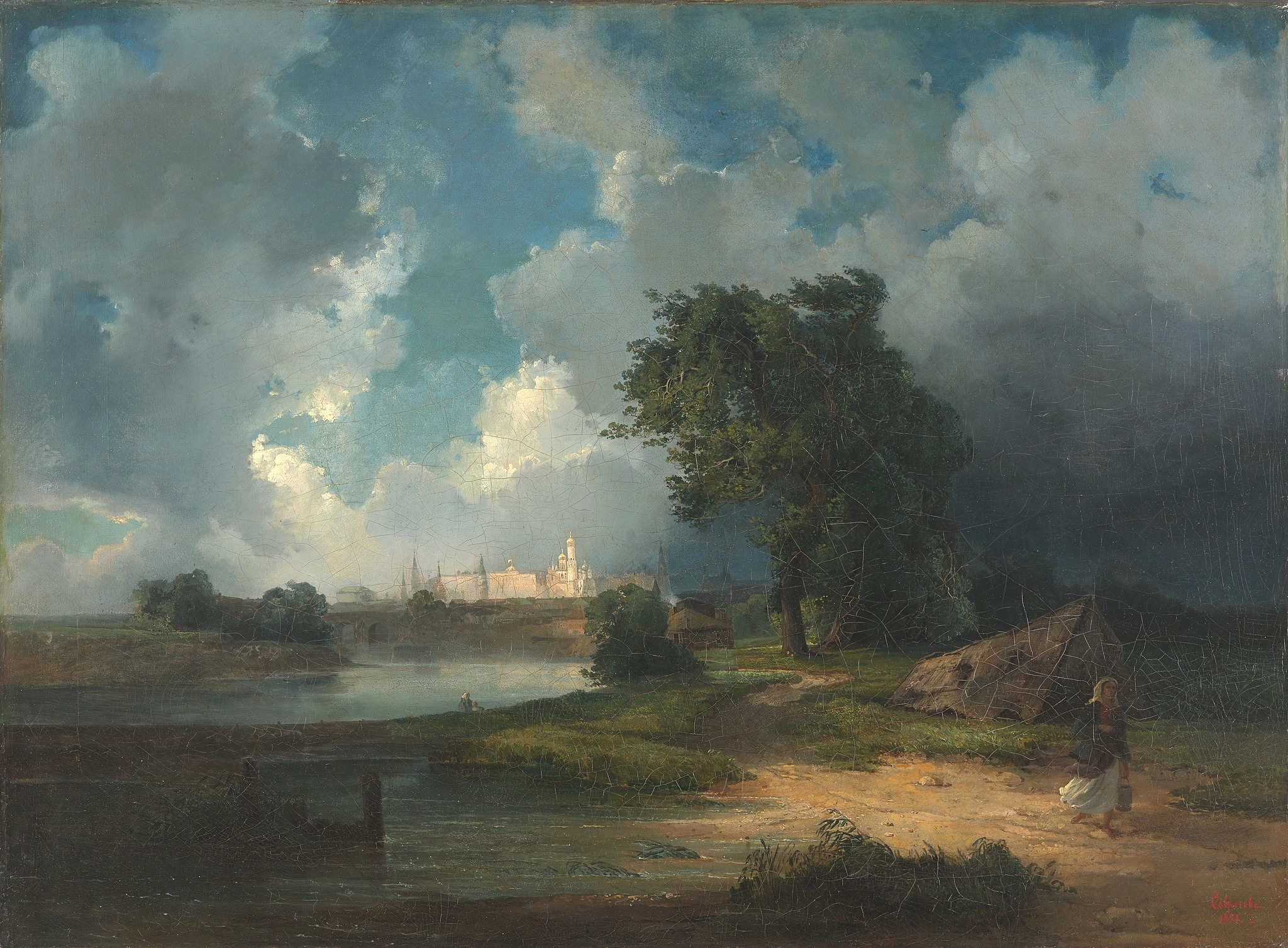
Blick von der Krymski-Brücke auf den Kreml bei rauem Wetter. 1851
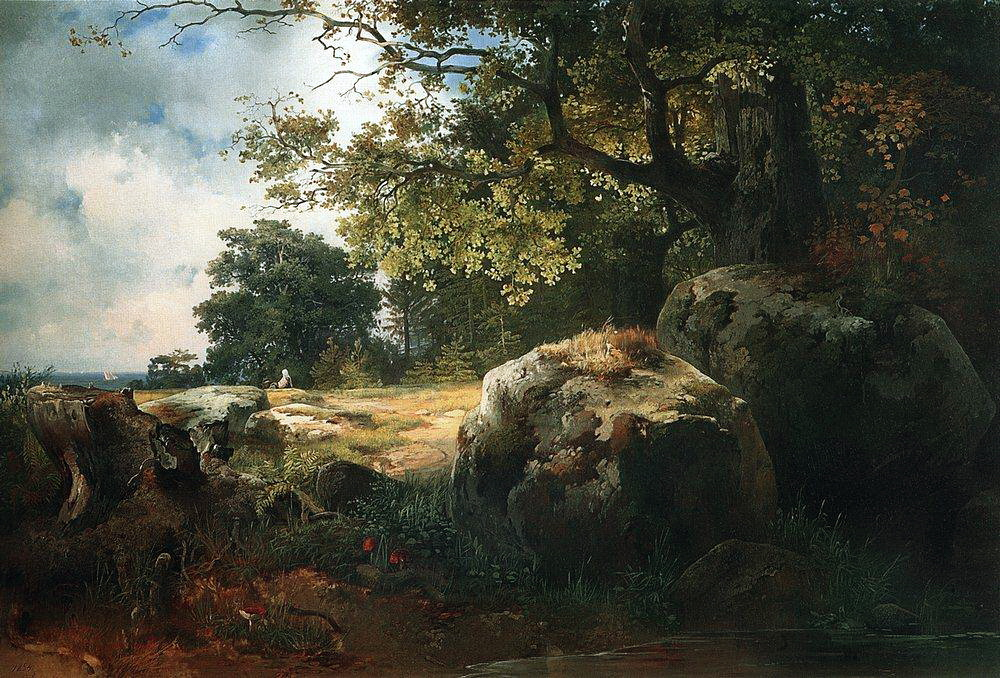
Blick auf die Umgebung von Oranienbaum. 1854
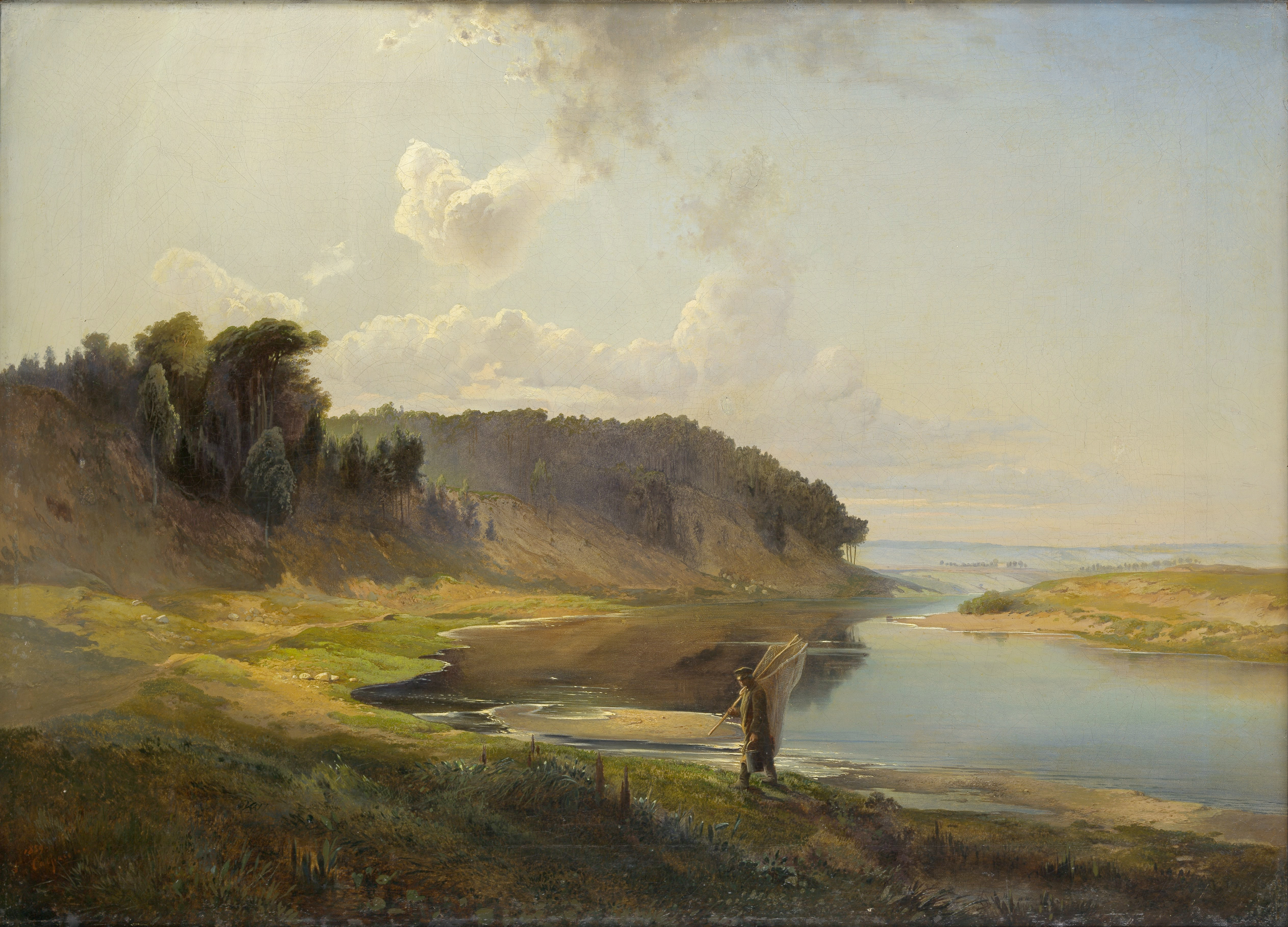
Landschaft mit Fluss und Angler. 1859
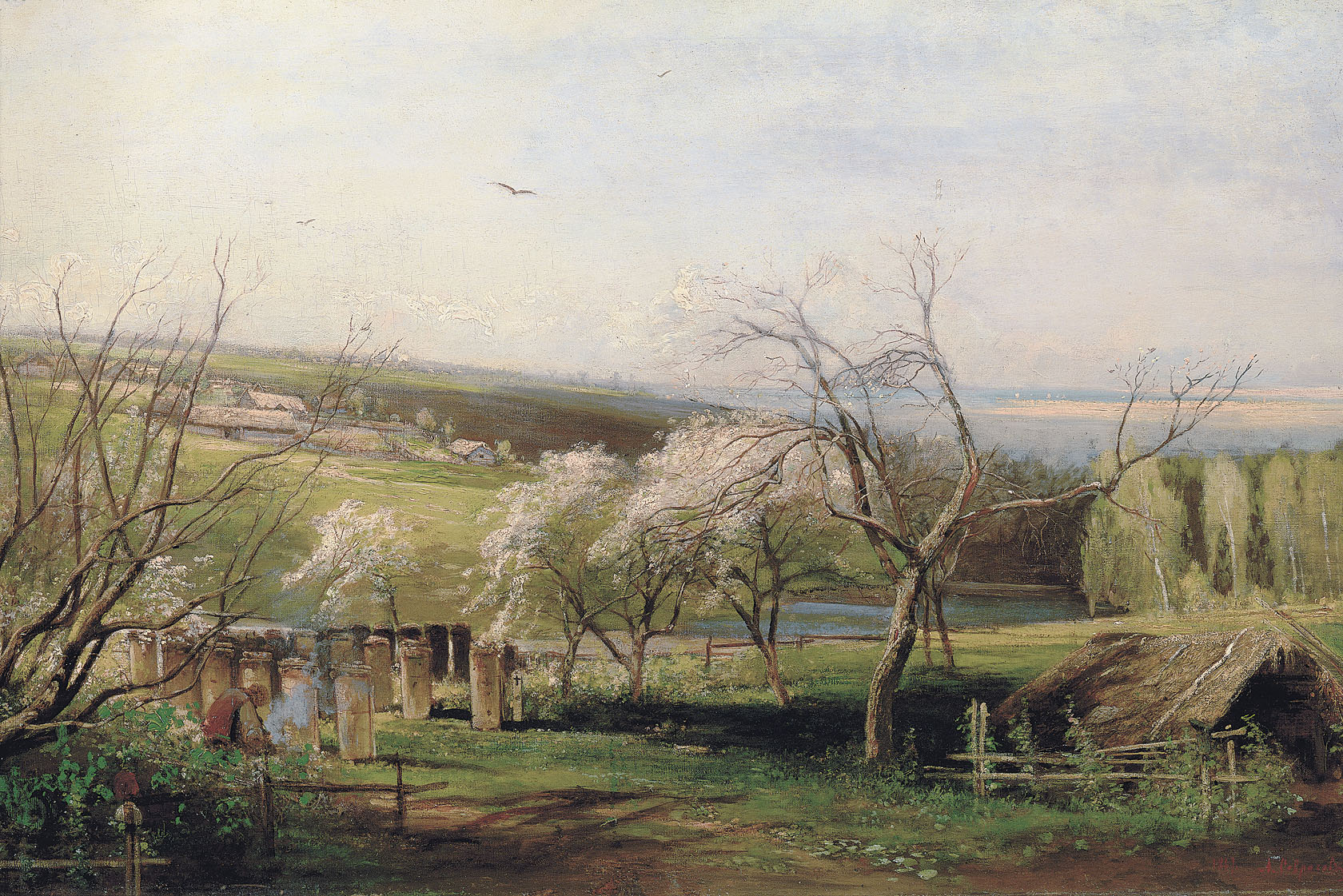
Ländlicher Blick. 1867
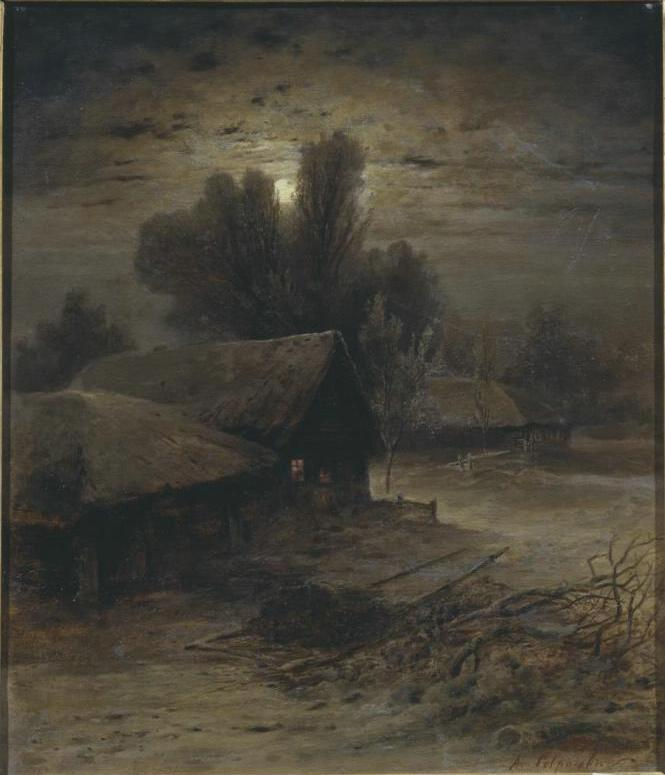
Winternacht. 1869
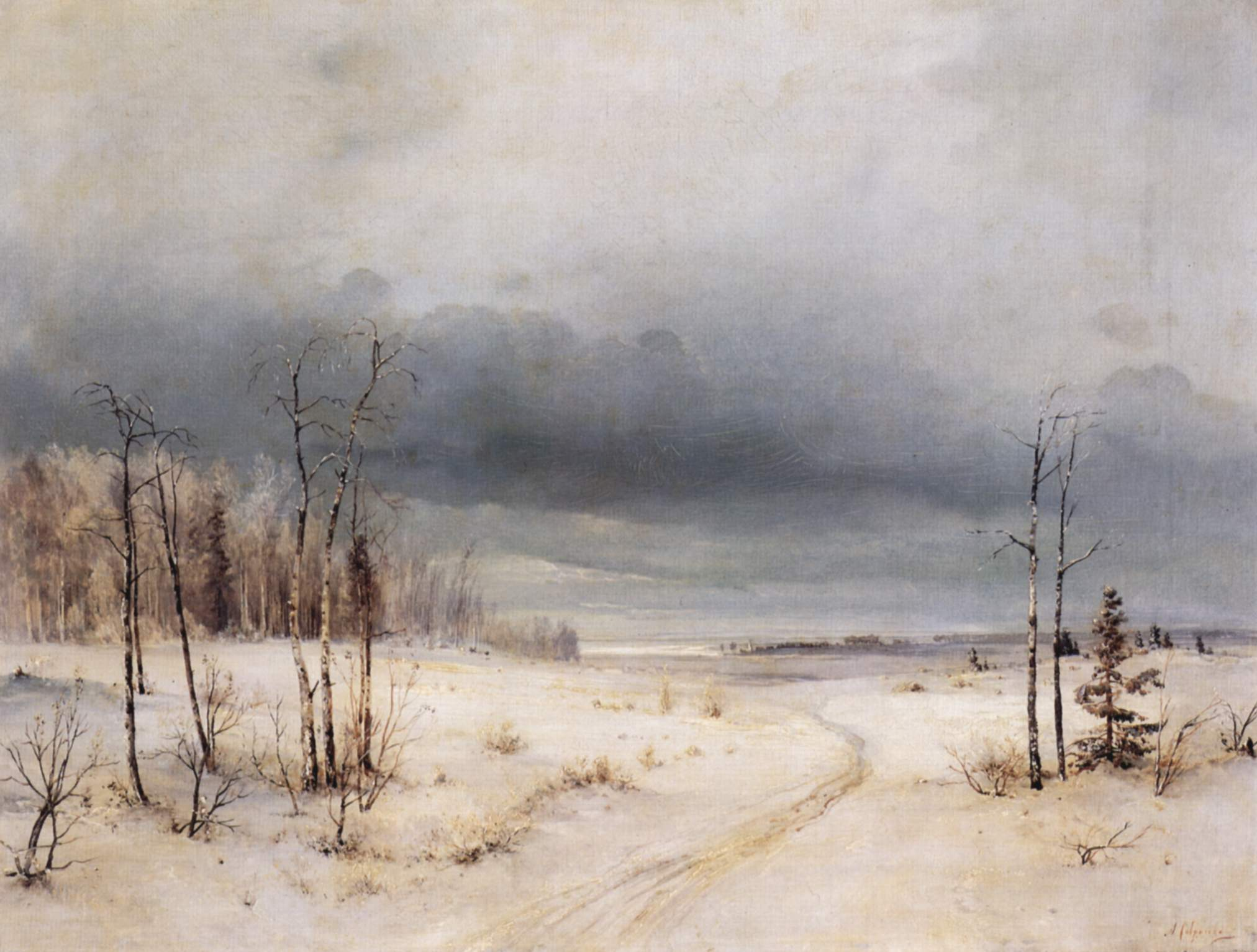
Winter. 1870
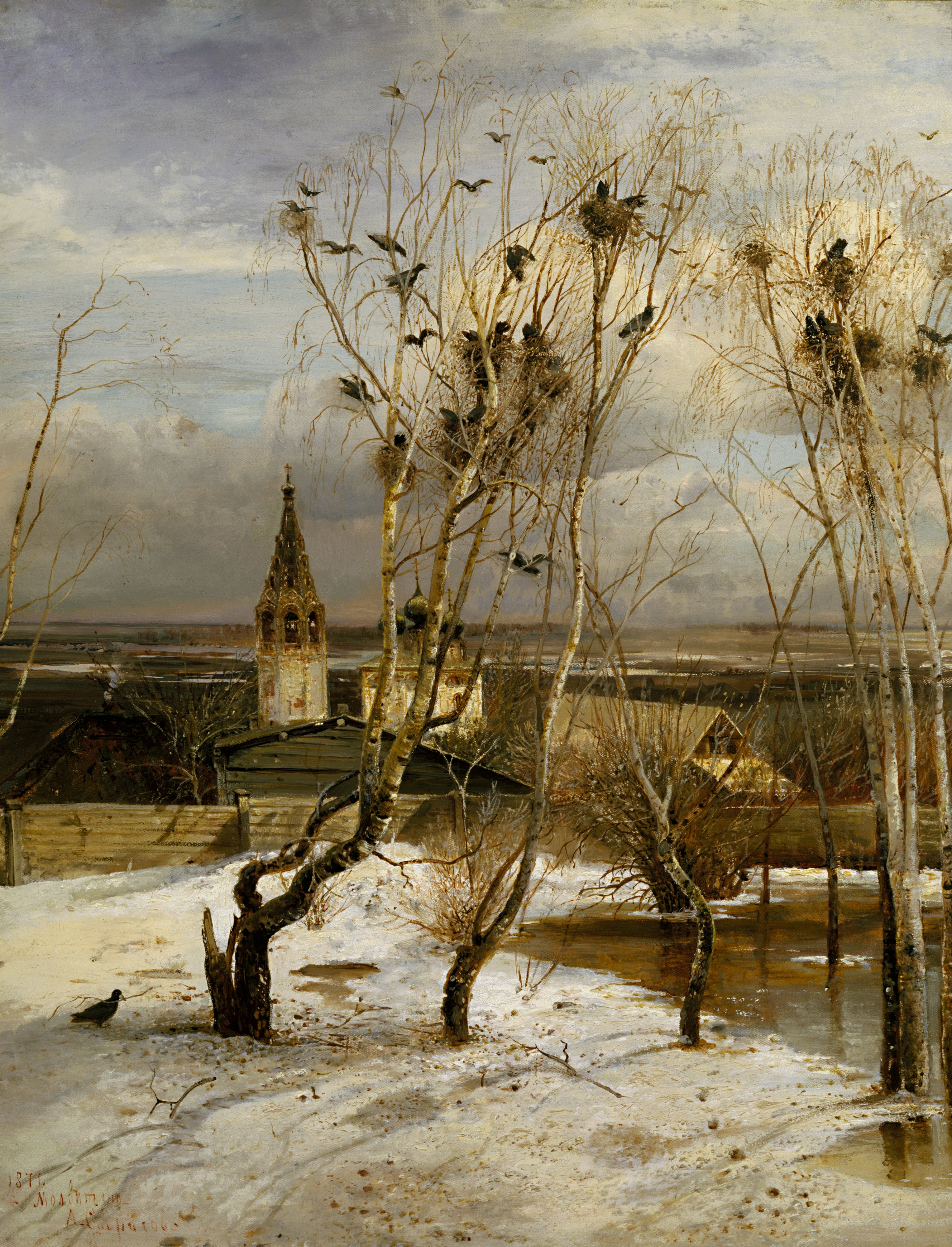
Die Saatkrähen kehren zurück. 1871
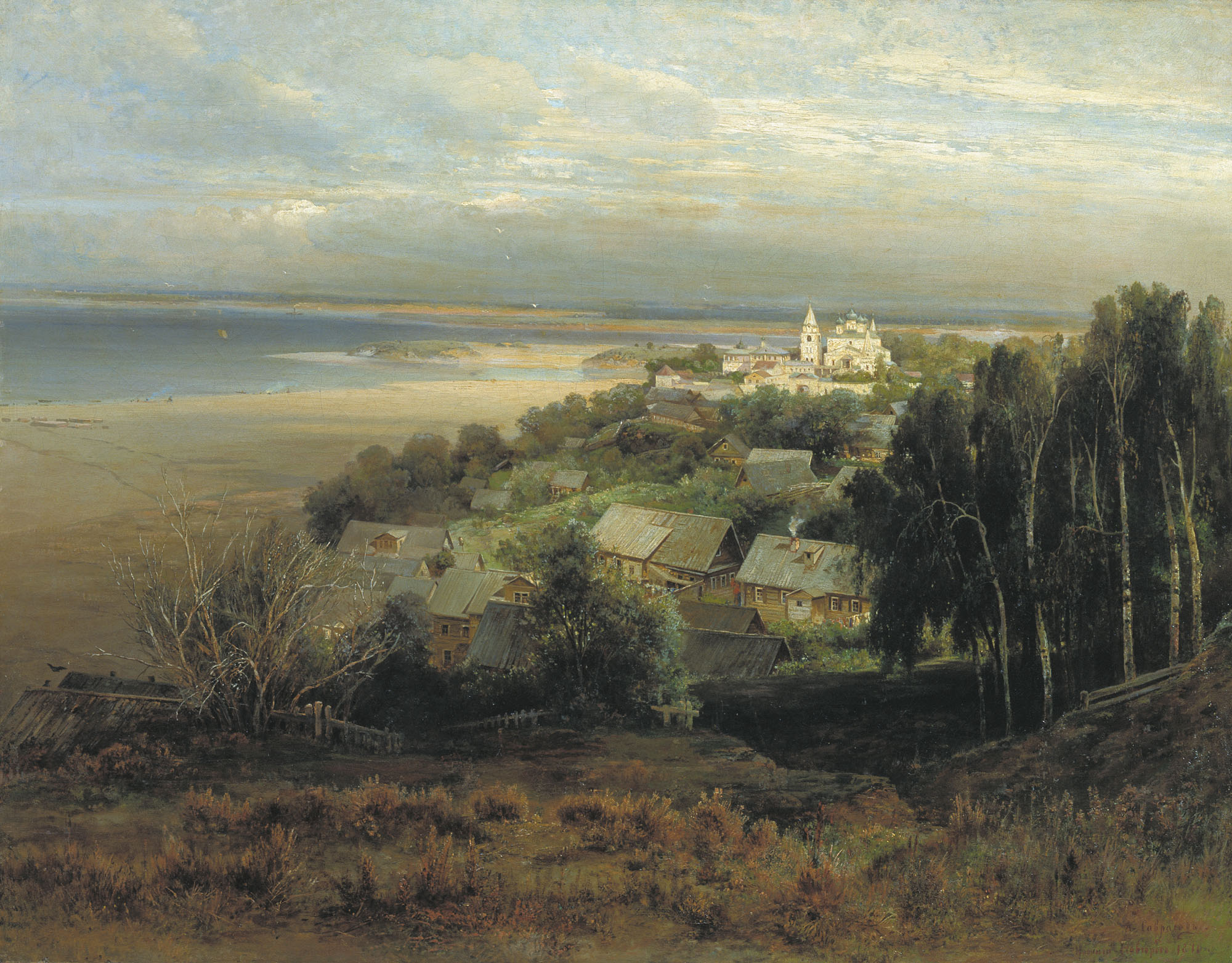
Höhlenabtei bei Nischni Nowgorod. 1871
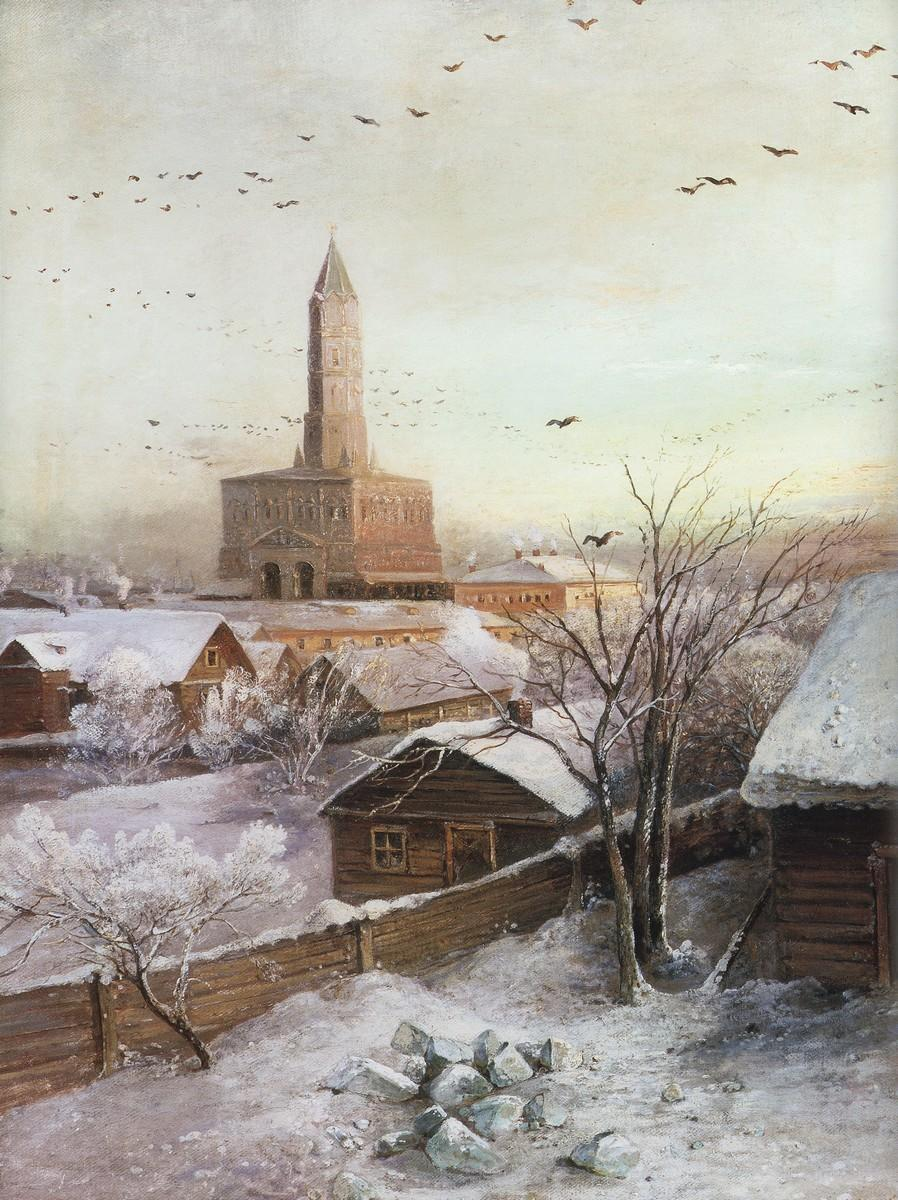
Der Sucharew-Turm. 1872
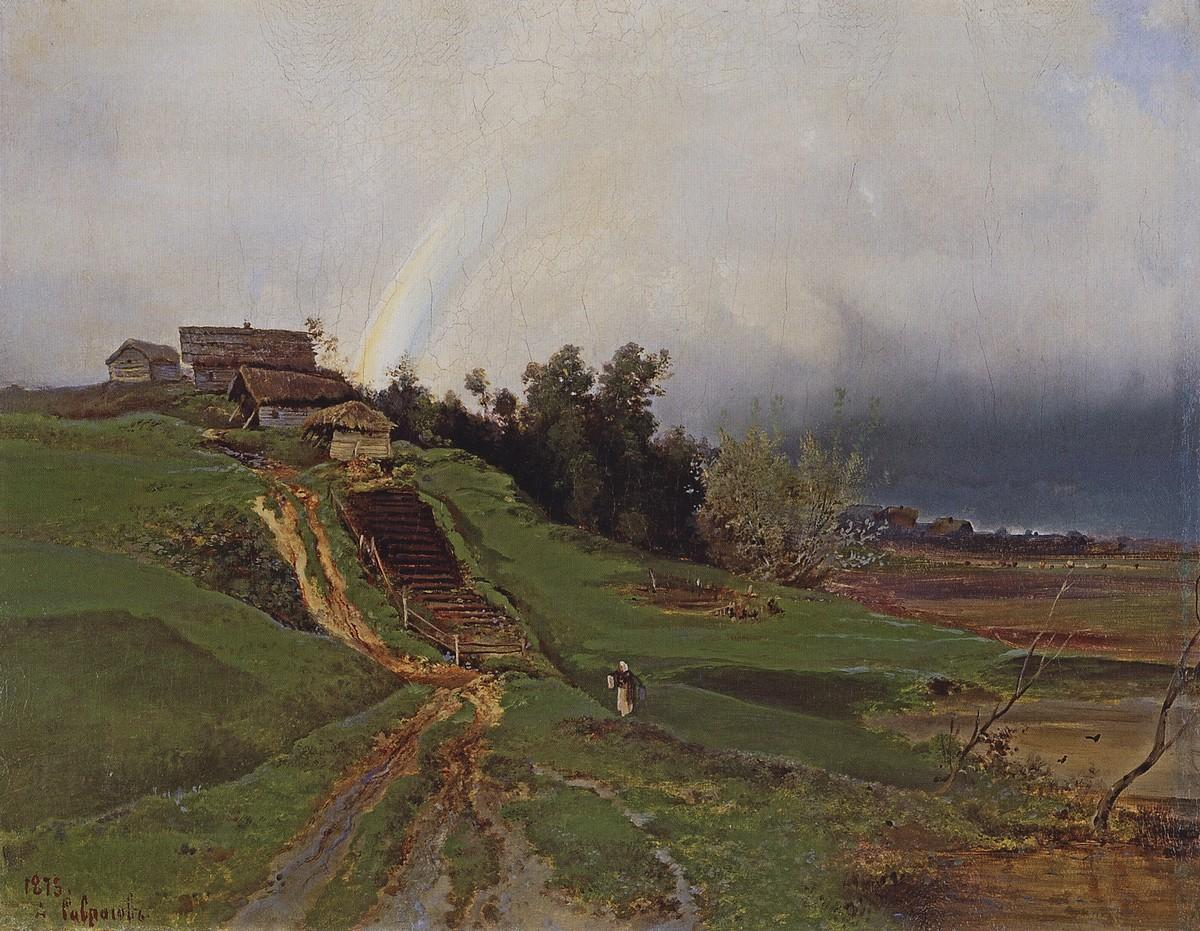
Regenbogen. 1873
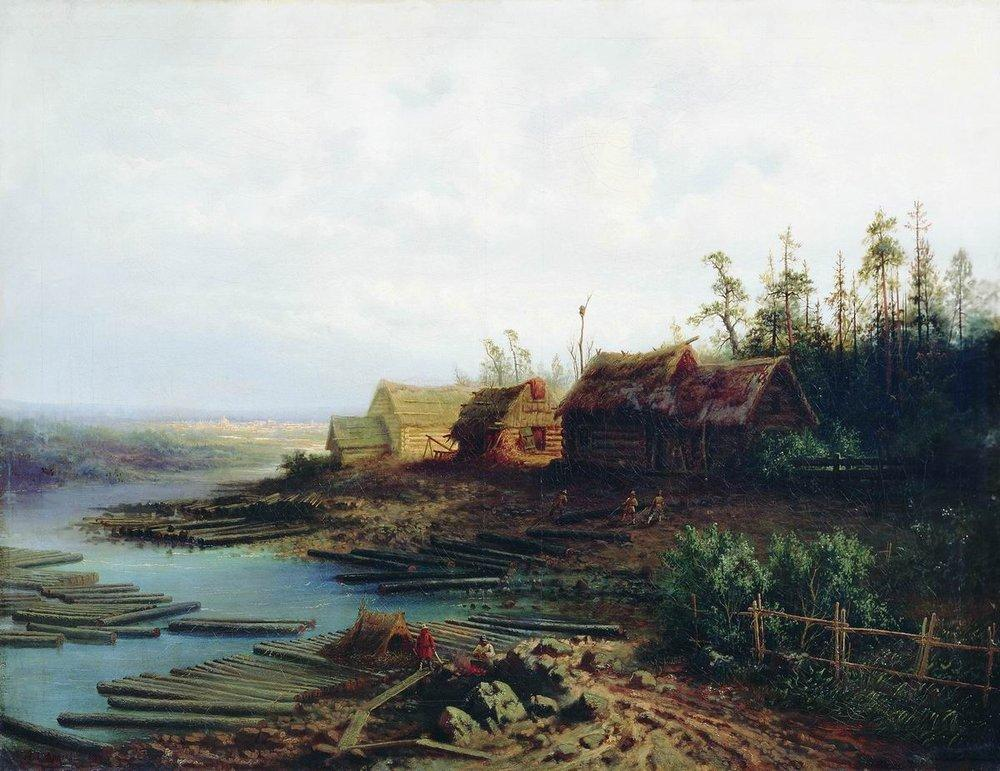
Flösse. 1873
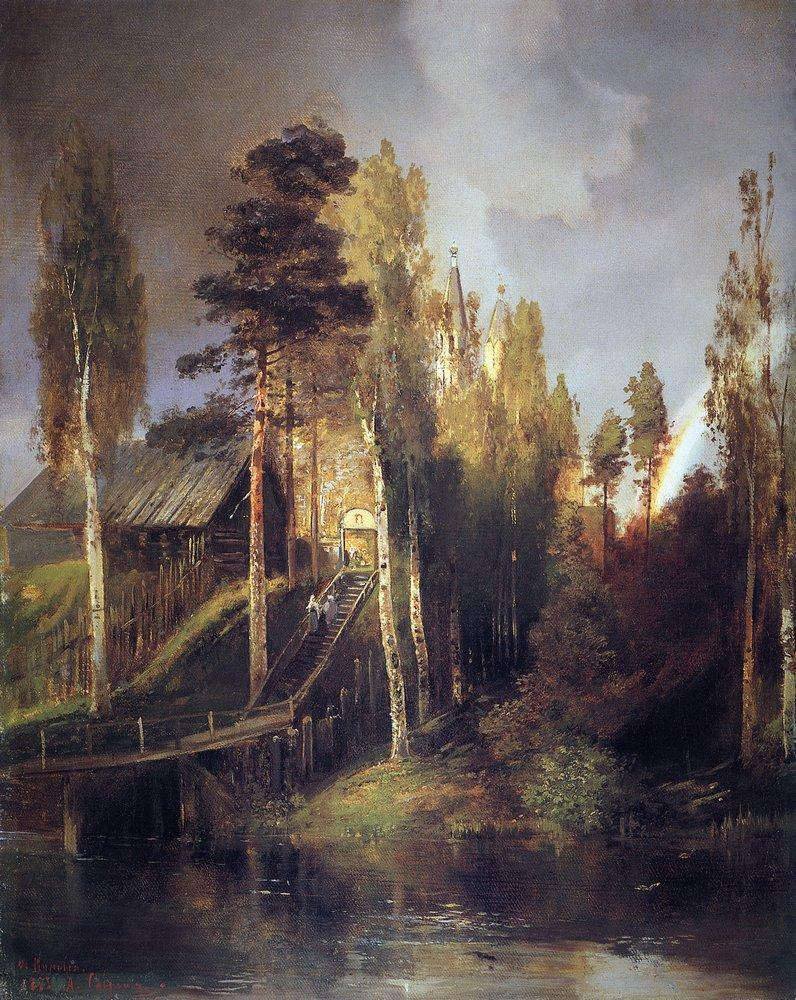
Abteitor. 1875
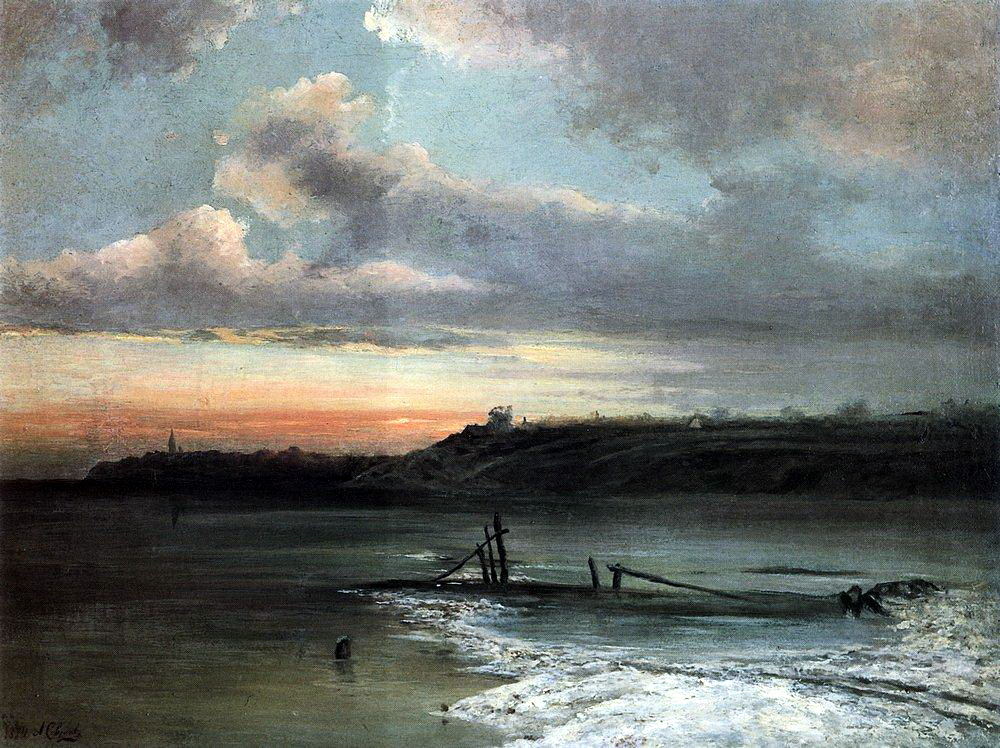
Vorfrühling – Tauwetter. Thaw. 1880s
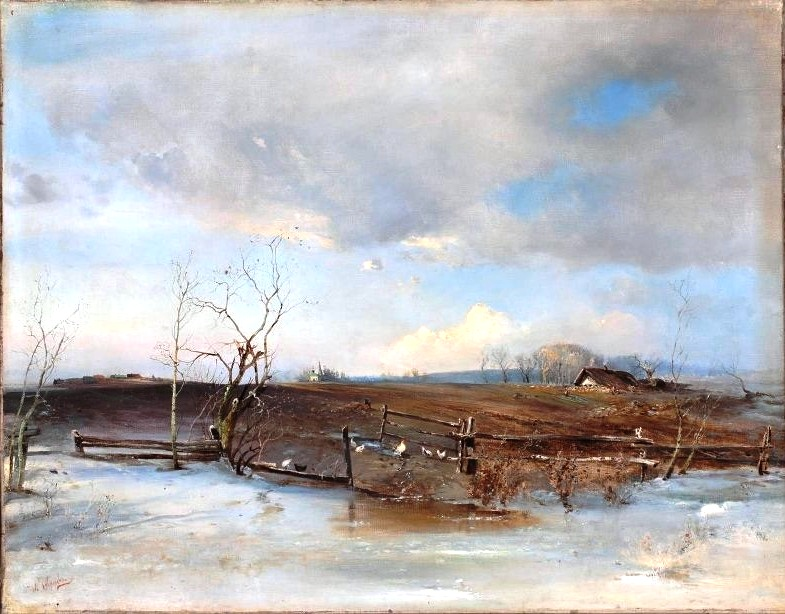
Frühling – Küchengärten. 1893
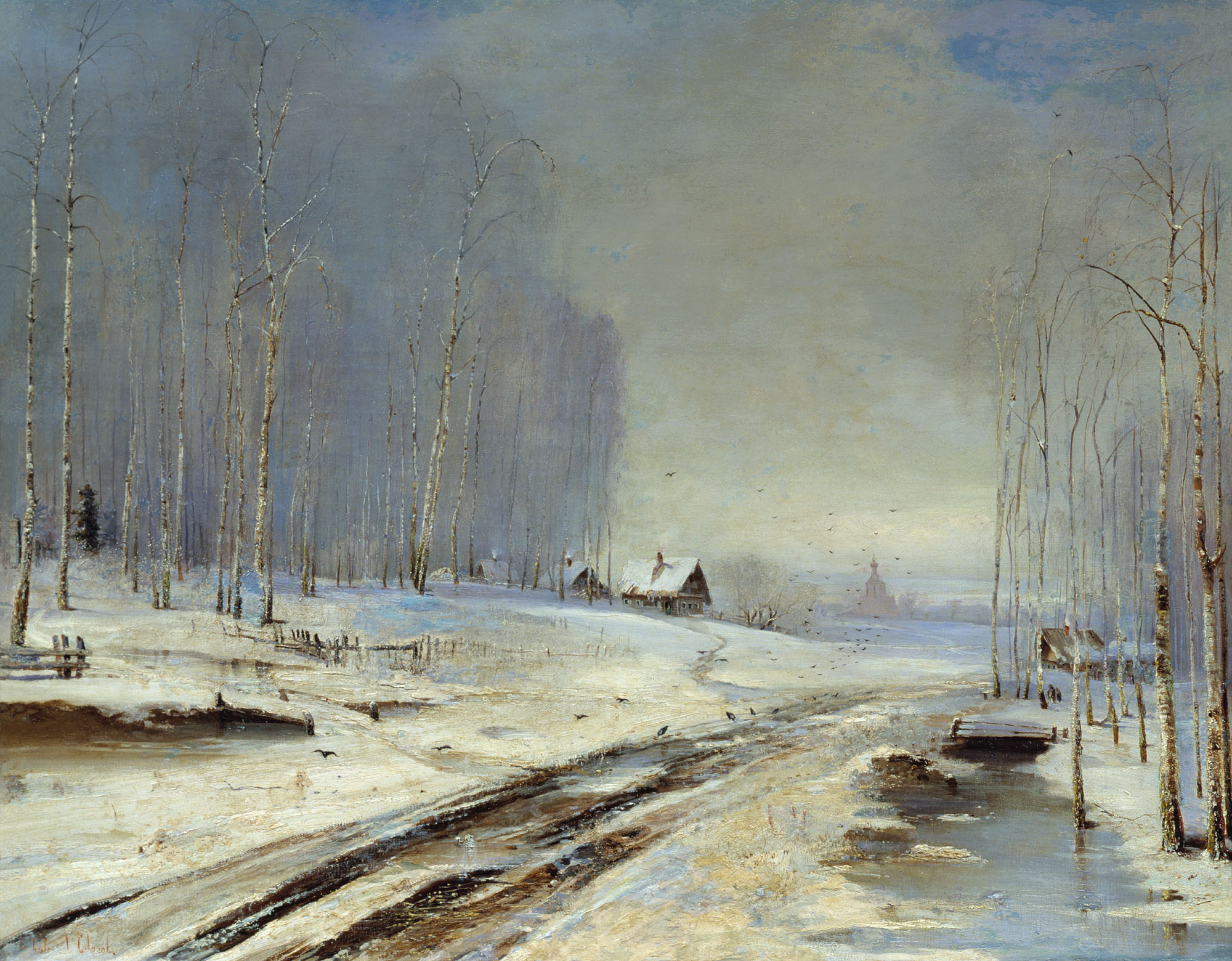
Schlammwetter. 1894